# Wayne Carleton
Kenneth Wayne „Swoop“ Carleton (* 4. August 1946 in Sudbury, Ontario) ist ein ehemaliger kanadischer Eishockeyspieler, der im Verlauf seiner aktiven Karriere zwischen 1963 und 1978 unter anderem 296 Spiele für die Toronto Maple Leafs, Boston Bruins und California Golden Seals in der National Hockey League (NHL) sowie 315 weitere für die Ottawa Nationals, Toronto Toros, New England Whalers, Edmonton Oilers und Birmingham Bulls in der World Hockey Association (WHA) auf der Position des linken Flügelstürmers bestritten hat. In Diensten der Boston Bruins gewann Carleton im Jahr 1970 den Stanley Cup.

## Karriere
Carleton verbrachte den Beginn seiner Juniorenzeit ab 1961 zunächst bei den Unionville Seaforths und Toronto Marlboros in der Metro Junior A Hockey League (MetJHL), ehe er ab 1963 mit den Marlboros am Spielbetrieb der Juniorenklasse der Ontario Hockey Association (OHA-Jr.) teilnahm. Mit der Mannschaft gewann der linke Flügelstürmer im Frühjahr 1964 das Double bestehend aus dem J. Ross Robertson Cup der OHA und dem Memorial Cup der gesamten Canadian Hockey League (CHL). Obwohl die beiden folgenden Spielzeiten von zwei schweren Knieverletzungen geprägt waren und er in diesem Zeitraum lediglich 59 Spiele inklusive der Playoffs absolvierte, erhielt er zum Ende der Saison 1965/66 einen Vertrag bei den Toronto Maple Leafs aus der National Hockey League (NHL).
Zunächst kam der junge Angreifer zwar hauptsächlich bei den Tulsa Oilers in der Central Professional Hockey League (CPHL), zur Saison 1967/68 schaffte es Carleton jedoch sich einen Stammplatz bei den Maple Leafs zu erarbeiten. Aufgrund eines Bruch des Ellbogens und einer hartnäckigen Virusinfektion verlor er den Kaderplatz aber im folgenden Jahr wieder. Ohne Perspektive verließ der Kanadier das Team im Dezember 1969, als er im Tausch für Jim Harrison an die Boston Bruins abgegeben wurde. Mit den Bruins gewann der Offensivspieler noch im Verlauf der Stanley-Cup-Playoffs 1970 die gleichnamige Trophäe. Nach dem Triumph verbrachte Carleton noch eine weitere Spielzeit in Boston und stellte mit 46 Scorerpunkten einen NHL-Karrierebestwert auf. Anschließend wurde er im Juni 1971 im Intra-League-Draft von den California Golden Seals ausgewählt, für die er in der Saison 1971/72 sein letztes Spieljahr in der NHL absolvierte.
Der Grund dafür lag darin, dass der Stürmer im Juni 1972 im WHA General Player Draft der neu gegründeten und als Konkurrenz zur NHL aufgebauten World Hockey Association (WHA) von den Ottawa Nationals ausgewählt worden war. Aufgrund der hohen Gehälter, die zur Anfangszeit in der WHA gezahlt wurden, entschied sich Carleton im Sommer 1972 zu den Ottawa Nationals zu wechseln. Da das Franchise nach nur einer Saison umgesiedelt wurde, wurden die Transferrechte des Linksschützen an die Toronto Toros übergeben. Dort verbrachte er ebenso nur eine Spielzeit und wurde am Ende der Saison 1973/74 ins WHA Second All-Star Team berufen, nachdem er in 90 Einsätzen 106 Punkte gesammelt hatte. Die Zeit in Toronto endete jedoch im September 1974, als Carleton zu den New England Whalers transferiert wurde. Im Gegenzug wechselte mit zweimonatiger Verspätung Jim Dorey die Teams. In New England wurde der 28-Jährige jedoch auch nicht heimisch. Zwar gehörte er bis zum Januar 1976 zu den fleißigsten Punktesammlern der Organisation, allerdings landete er durch einen erneuten Transfer im Tausch für Mike Rogers bei den Edmonton Oilers. Für die Oilers lief er bis zum Ende des Spieljahres 1975/76 in 30 Partien auf.
Schließlich ließ Carleton seine aktive Karriere in den folgenden beiden Spielzeiten bei den Barrie Flyers in der Seniorenklasse der OHA (OHA-Sr.) ausklingen. Lediglich im Januar 1977 kehrte der Stürmer noch einmal für drei Spiele zu den Birmingham Bulls in die WHA und damit den Profibereich zurück. Im Sommer 1978 beendete er seine Laufbahn.

## Erfolge und Auszeichnungen
| - 1964 J.-Ross-Robertson-Cup-Gewinn mit den Toronto Marlboros - 1964 Memorial-Cup-Gewinn mit den Toronto Marlboros - 1968 Teilnahme am NHL All-Star Game - 1970 Stanley-Cup-Gewinn mit den Boston Bruins | - 1973 Teilnahme am WHA All-Star Game - 1973 WHA All-Star Game MVP - 1974 Teilnahme am WHA All-Star Game - 1974 WHA Second All-Star Team |

## Karrierestatistik
(Legende zur Spielerstatistik: Sp oder GP = absolvierte Spiele; T oder G = erzielte Tore; V oder A = erzielte Assists; Pkt oder Pts = erzielte Scorerpunkte; SM oder PIM = erhaltene Strafminuten; +/− = Plus/Minus-Bilanz; PP = erzielte Überzahltore; SH = erzielte Unterzahltore; GW = erzielte Siegtore; 1 Play-downs/Relegation; Kursiv: Statistik nicht vollständig)